# Tafelbrug
Een tafelbrug is een beweegbare brug, waarbij het brugdek beweegt langs de verticale z-as. Hydraulische zuigers onder de brug duwen het wegdek omhoog, teneinde doorgang te verlenen aan het scheepvaartverkeer. Waar bij een hefbrug het wegdek omhoog wordt gehesen, wordt bij een tafelbrug het wegdek omhoog geduwd. Vandaar ook de naam, de geopende stand ziet er vaak uit als een tafel.

## Tafelbruggen in Nederland
- Amsterdam-Oost/ Duivendrecht: Duivendrechtsebrug over de Weespertrekvaart in de Rozenburglaan;
- Amsterdam-West: Buysbrug over het Oostelijk Marktkanaal;
- Broek in Waterland: brug over de Broekervaart in de N247;
- Maastricht:
  - Spoorbrug Maastricht over de Maas in de spoorlijn Maastricht - Hasselt (B) (beweegbaar deel naast de hoofdoverspanning);
  - Sint Servaasbrug over de Maas (beweegbaar deel)
- Rotterdam-Hillegersberg: Prinses Irenebrug over de Rotte.
- Bedum: Spoorbrug over het Boterdiep.
- Over het Van Starkenborghkanaal:
  - Aduard: Brug Aduard in de N983;
  - Dorkwerd: Brug Dorkwerd in de Evert Harm Woltersweg;
  - Zuidhorn/ Noordhorn: Brug Zuidhorn in de Rijksstraatweg.[1]

### Voormalige tafelbrug
- Rijswijk ZH: Het Fortuin in de autosnelweg A4 over de Delftsche Vliet die eind 20e eeuw is vastgezet.

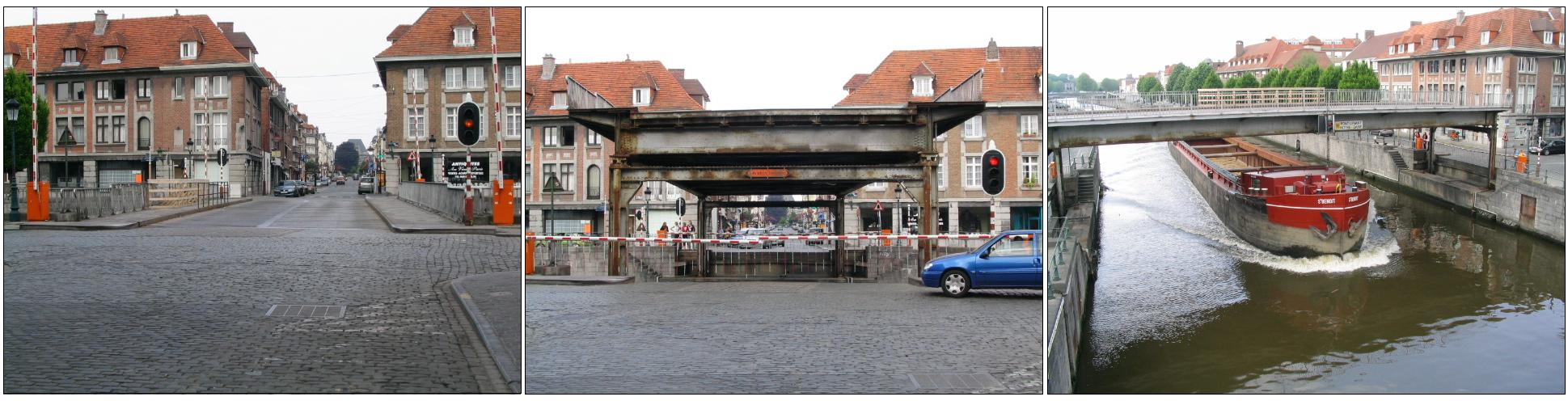
De tafelbrug Pont Notre-Dame in Doornik in werking

afzinkbare brug · basculebrug · draaibrug · hefbrug · kantelbrug · kraanbrug · oorgatbrug · ophaalbrug · opkrulbare brug · opvouwbare brug · pontbrug · pontonbrug · rolbasculebrug · rolbrug · schipbrug · tafelbrug · valbrug · vliegtuigslurf · vlotbrug · zweefbrug